# عبد الله بن عرفطة
عبد الله بن عرفطة الخزرجي الأنصاري صحابي جليل من قبيلة الخزرج من الأنصار شهد مع النبي محمد ﷺ غزوة بدر.